# Liste der Kulturgüter in Lutry
Die Liste der Kulturgüter in Lutry enthält alle Objekte in der Gemeinde Lutry im Kanton Waadt, die gemäss der Haager Konvention zum Schutz von Kulturgut bei bewaffneten Konflikten, dem Bundesgesetz vom 20. Juni 2014 über den Schutz der Kulturgüter bei bewaffneten Konflikten sowie der Verordnung vom 29. Oktober 2014 über den Schutz der Kulturgüter bei bewaffneten Konflikten unter Schutz stehen.
Objekte der Kategorien A und B sind vollständig in der Liste enthalten, Objekte der Kategorie C fehlen zurzeit (Stand: 1. Januar 2023).

## Kulturgüter
| Foto |                                                                            | Objekt | Kat. | Typ | Standort                                 | Beschreibung |
| ---- | -------------------------------------------------------------------------- | --- | ---- | --- | ---------------------------------------- | ------------ |
| ja   | Datei hochladen · Wikidata zu Reformierte Kirche Saint-Martin (Q3517574)   | Reformierte Kirche Saint-Martin / Église réformée Saint-Martin KGS-Nr.: 06223                                    | A    | G   | Place du Temple 5 542267 / 150413        |              |
| ja   | Datei hochladen · Wikidata zu Schloss Lutry mit Nebengebäuden (Q2969759)   | Schloss mit Nebengebäuden und Rôdeurs-Schloss / Château avec dépendance et château des Rôdeurs KGS-Nr.: 06226    | A    | G   | Rue du Château 4 542295 / 150473         |              |
| ja   | Datei hochladen · Wikidata zu Katholische Kirche Saint-Martin (Q3582854)   | Katholische Kirche Saint-Martin / Église catholique Saint-Martin KGS-Nr.: 11783                                  | A    | G   | Route de Taillepied 15 541523 / 150778   |              |
| ja   | Datei hochladen · Wikidata zu Haus mit gotischer Fassade (Q3278684)        | Haus mit gotischer Fassade / Maison à façade gothique KGS-Nr.: 11784                                             | A    | G   | Rue du Bourg 8 542261 / 150469           |              |
| ja   | Datei hochladen · Wikidata zu Haus von Ernst (Q29891114)                   | Maison d’Ernst KGS-Nr.: 06227                                                                                    | B    | G   | Grand-Rue 52 542264 / 150345             |              |
| BW   | Datei hochladen · Wikidata zu Die Waage (öffentliches Gewicht) (Q29891116) | La Balance (öffentliches Gewicht) / La balance (poid public) KGS-Nr.: 06228                                      | B    | K   | Savuit, Rue du Village 9 542759 / 150883 |              |
| ja   | Datei hochladen · Wikidata zu Bertholod-Turm (Q29891117)                   | Tour de Bertholod / Bertholod-Turm KGS-Nr.: 06229                                                                | B    | G   | Chemin de Bertholod 25 542699 / 150440   |              |
| ja   | Datei hochladen · Wikidata zu Pfarrhaus (Q29891112)                        | Pfarrhaus / Cure KGS-Nr.: 14666                                                                                  | B    | G   | Place du Temple 2 542312 / 150424        |              |
| ja   | Datei hochladen · Wikidata zu Neolithische Menhir-Steinreihe (Q2836878)    | La Possession, neolithische Menhir-Steinreihe / La Possession, alignement de menhirs néolithiques KGS-Nr.: 14667 | B    | F   | 542149 / 150502                          |              |